# ليل موسي
ليثن موسز ستانلي إيكولز (بالإنجليزية: Lathan Moses Stanley Echols) (ولد في 25 يناير 2002)، والمعروف باسم ليل موسي (بالإنجليزية: Lil Mosey)، هو مغني راب ومغني وكاتب أغاني أمريكي. ألبومه الأكثر نجاحًا تجاريًا، سيرتيفايد هيدمايكر، حقق المركز 12 في ترتيب بيلبورد 200 للألبومات وتضمنت أغاني «ستوك إن أي دريم» و«بلو بيري فيغو»، التي حققت الوصول إلى المراتب العشرة الأولى في ترتيب المملكة المتحدة الموسيقي وتحديدًا المركز 9، بالإضافة إلى وصوله المركز 9 أيضًا في ترتيب بيلبورد هوت 100 في الولايات المتحدة. ليل موسي معروف أيضًا بأغنية «نوتيسد»، وهي أغنيته الأكثر سماعًا على منصة سبوتيفاي، وكانت في السابق أغنيته الأعلى نجاحًا حيث حققت الوصول إلى المركز 62 في ترتيب بيلبورد هوت 100، وذلك قبل إصدار «ستوك إن أي دريم» مع غونا و«بلو بيري فيغو». أصدر ألبومه الأول مع شركات تسجيلات موقول فيجينز ميوزك وإنترسكوب ريكوردز، بعنوان نورث إز بيست في أكتوبر 2018. في يونيو 2019، تم إدراج ليل موسي ضمن قائمة مجلة إكس إكس إل فريش مان لعام 2019.

## روابط خارجية
- ليل موسي على موقع IMDb (الإنجليزية)
- ليل موسي على موقع ميوزك برينز (الإنجليزية)
- ليل موسي على موقع أول ميوزيك (الإنجليزية)
- ليل موسي على موقع ديسكوغز (الإنجليزية)